# Santana (Sao Tomé-et-Principe)
Pour les articles homonymes, voir Santana.
Santana est une ville de Sao Tomé-et-Principe située sur l'île de Sao Tomé, dans le district de Cantagalo, dont elle est le siège. Sa population de 6 969 habitants en fait la quatrième ville la plus grande du pays. Ainsi, plus de 52 % de la population du district vivent à Santana.

## Personnalité liée à la communauté
- Evaristo Carvalho (1941-2022), homme d'État santoméen.

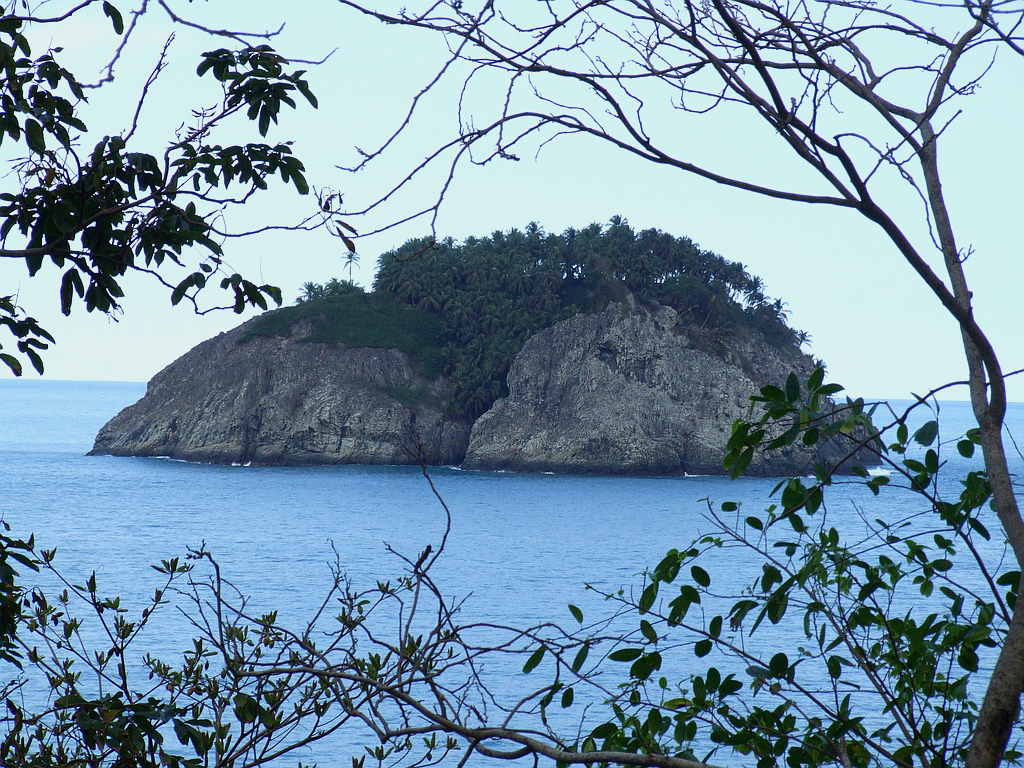
Ilhéu Santana